# 등팽조
등팽조(鄧彭祖, ? ~ ?)는 전한 말기의 유학자로, 자는 자하(子夏)이며 패군  사람이다.

## 행적
오록충종의 밑에서 수학하였고, 진정태부를 지냈다.

## 출전
- 반고, 《한서》 권88 유림전